# Bradford (New Hampshire, város)
Bradford város az USA New Hampshire államában, Merrimack megyében. Lakosainak száma 1662 fő (2020. április 1.).

## Népesség
A település népességének változása:

| 2010 | 1 650 |
| 2020 | 1 662 |